# جاسم بهمن
جاسم بهمن (انگلیسی: Jasem Bahman؛ زادهٔ ۱۵ فوریهٔ ۱۹۵۸) بازیکن سابق فوتبال اهل کویت است.
وی عضو تیم ملی فوتبال کویت در جام جهانی فوتبال ۱۹۸۲ بوده است.